# Gavrilă Pop
Gavrilă Pop (n. 1865 - d.?) a fost un deputat în Marea Adunare Națională de la Alba Iulia, organismul legislativ reprezentativ al „tuturor românilor din Transilvania, Banat și Țara Ungurească”, cel care a adoptat hotărârea privind Unirea Transilvaniei cu România, la 1 decembrie 1918.:p. 77

## Biografie
Începând cu 25 septembrie 1895 a fost administrator parohial în localitatea Măhaciu. Ulterior a funcționat ca protopop în comuna Luna, comitatul Turda.

## Activitate politică
A participat la Marea Adunare Națională de la Alba-Iulia ca delegat, din partea protopopiatului greco-catolic Luna de Arieș.